# 八都村
八都村（やつむら）とは、千葉県香取郡にかつて存在した村である。
香取市立八都小学校などにその名をとどめる。

## 地理
- 現在の香取市の南部、旧山田村の北部に位置する。
- 村域は台地と平地が入り組む谷戸が多い地形になっている。

## 歴史
村名は8ヶ村が合併したことに由来する。

### 沿革
- 1889年（明治22年）4月1日 - 町村制施行に伴い、小見村、竹ノ内村、川上村、高野村、神生村、米之井村、田部村、仁良村の8ヶ村が合併して香取郡八都村が発足。
- 1954年（昭和29年）8月1日 - 八都村は府馬町、山倉村とともに合併し、山田町を新設。同日八都村廃止。
- 2006年（平成18年）3月27日 - 山田町が佐原市、小見川町、栗源町とともに合併して香取市を新設。同日山田町廃止。

変遷表
| 1868年 以前 | 1868年 以前 | 明治22年 4月1日 | 昭和29年 8月1日 | 平成18年 3月27日 | 現在   |
| ----------- | ----------- | --------------- | --------------- | ---------------- | ------ |
|             | 田部村      | 八都村          | 山田町          | 香取市           | 香取市 |
|             | 竹ノ内村    | 八都村          | 山田町          | 香取市           | 香取市 |
|             | 小見村      | 八都村          | 山田町          | 香取市           | 香取市 |
|             | 川上村      | 八都村          | 山田町          | 香取市           | 香取市 |
|             | 米野井村    | 八都村          | 山田町          | 香取市           | 香取市 |
|             | 高野村      | 八都村          | 山田町          | 香取市           | 香取市 |
|             | 神生村      | 八都村          | 山田町          | 香取市           | 香取市 |
|             | 仁良村      | 八都村          | 山田町          | 香取市           | 香取市 |

## 人口・世帯

### 人口
総数 [単位： 人]
| 1891年（明治24年） | 3,491 |
| 1903年（明治36年） | 4,041 |
| 1920年（大正 9年） | 4,041 |
| 1930年（昭和 5年） | 4,427 |
| 1954年（昭和29年） | 5,424 |

### 世帯
総数 [単位： 世帯]
| 1954年（昭和29年） | 871 |